# Scatman (Ski Ba Bop Ba Dop Bop)
Pour l'auteur, voir Scatman John.
 (février 2011).
Si vous disposez d'ouvrages ou d'articles de référence ou si vous connaissez des sites web de qualité traitant du thème abordé ici, merci de compléter l'article en donnant les références utiles à sa vérifiabilité et en les liant à la section « Notes et références ».
Singles de Scatman John
Scatman's World
(1995)
Scatman (Ski Ba Bop Ba Dop Bop) est une chanson de Scatman John figurant sur son premier album Scatman's World, et sortie en single en 1994. Les paroles exposent en détail comment il a surmonté ses difficultés avec le fait de bégayer en les transformant en capacité à chanter le scat et encourage des enfants qui bégaient à ne pas renoncer. 
Les ventes ont été lentes au début, mais la chanson, reprise par plusieurs stations de radio, devient finalement un grand succès international, atteignant la première place des charts dans de nombreuses parties de l'Europe, de l'Australie et du Japon. La chanson est présentée dans le film BASEketball. Cette chanson est également apparue dans un épisode de la série américaine Beavis et Butt-Head et du film Rien à perdre (Nothing to Lose).
La mélodie de cette musique est reprise dans le titre Baila Contigo des Black Eyed Peas et Daddy Yankee.

## Liste des titres

### CD maxi 1
1. Scatman (Basic-Radio) – 3:30
2. Scatman (Jazz-Level) – 3:41
3. Scatman (Second-Level) – 5:40
4. Scatman (Third-Level) – 5:46
5. Scatman (Game-Over-Jazz) – 5:03

### CD maxi 2
1. Scatman (New Radio Edit) – 3:21
2. Scatman (Pech Remix) – 4:55
3. Scatman (Arena di Verona Mix) – 6:04
4. Scatman (Extended Radio Version) – 5:11

## Classements dans les charts nationaux
| Chart (1995)                            | Meilleure position |
| --------------------------------------- | ------------------ |
| Allemagne (Media Control AG)            | 2                  |
| Australie (ARIA)                        | 8                  |
| Autriche (Ö3 Austria Top 40)            | 1                  |
| Belgique (Flandre Ultratop 50 Singles)  | 1                  |
| Belgique (Wallonie Ultratop 50 Singles) | 1                  |
| Danemark (Tracklisten)                  | 2                  |
| Europe (Eurochart Hot 100)              | 1                  |
| Espagne (PROMUSICAE)                    | 1                  |
| États-Unis (Hot 100)                    | 60                 |
| Finlande (Suomen virallinen lista)      | 1                  |
| France (SNEP)                           | 1                  |
| Irlande (IRMA)                          | 1                  |
| Italie (FIMI)                           | 1                  |
| Norvège (VG-lista)                      | 1                  |
| Nouvelle-Zélande (RMNZ)                 | 39                 |
| Pays-Bas (Nederlandse Top 40)           | 2                  |
| Pays-Bas (Single Top 100)               | 2                  |
| Royaume-Uni (UK Singles Chart)          | 3                  |
| Suède (Sverigetopplistan)               | 1                  |
| Suisse (Schweizer Hitparade)            | 1                  |